# Wasserbehälter (Olsbrücken)

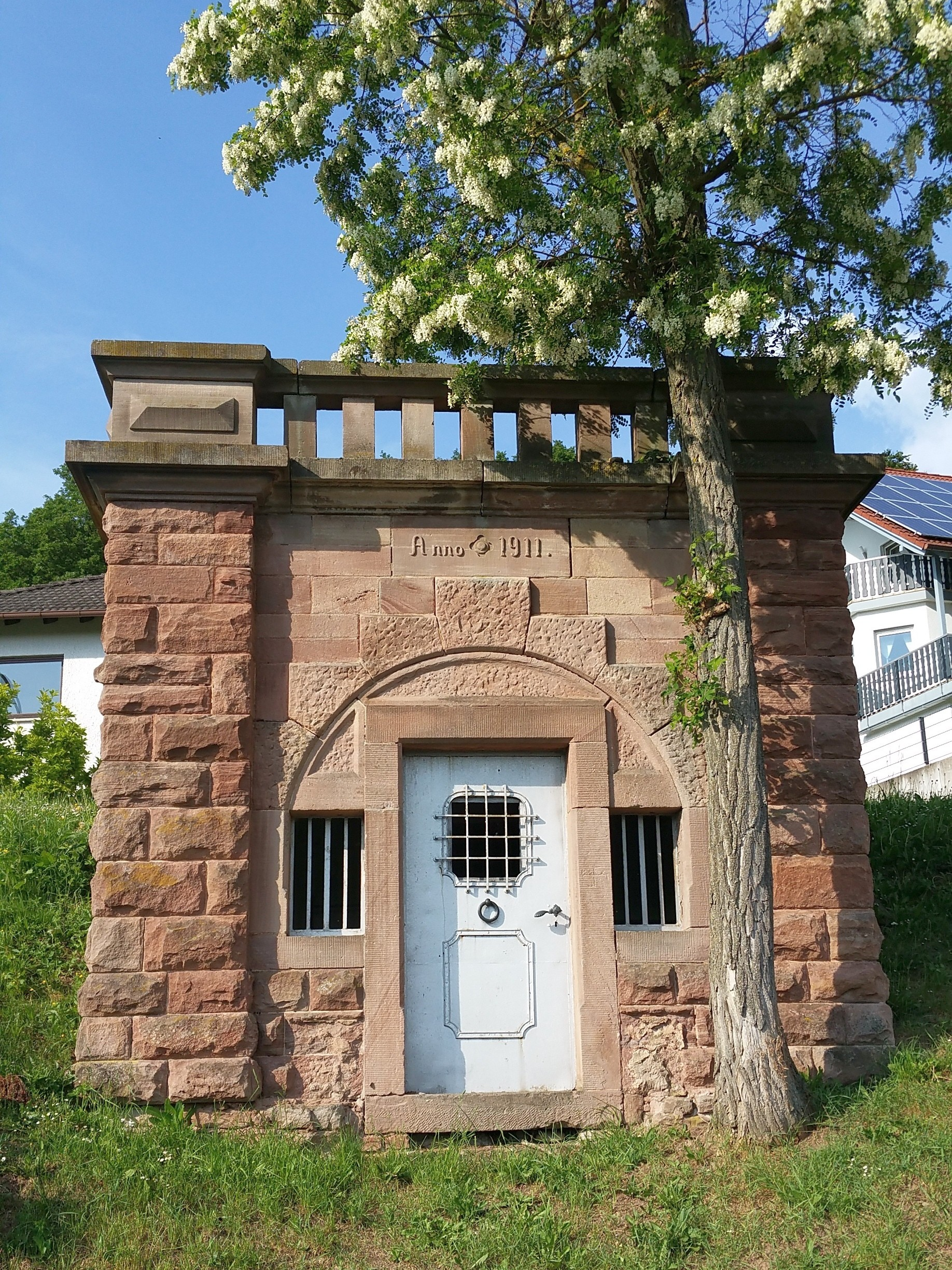
Wasserbehälter in Olsbrücken

Der Wasserbehälter in Olsbrücken, einer Ortsgemeinde im Landkreis Kaiserslautern in Rheinland-Pfalz, wurde 1911 errichtet. Der Wasserbehälter beim Haus Hohlstraße 29 ist ein geschütztes Kulturdenkmal.
Der Quaderbau aus Rotsandstein ist mit der Jahreszahl 1911 bezeichnet. Die vorstehenden Ecken sind bossiert und auf dem Dach ist eine schmückende Balustrade angebracht.